# Rafael Paredes
Rafael Paredes fue un catedrático de la Universidad San Antonio Abad y político peruano. 
Fue elegido senador suplente por el departamento del Cusco en 1895 hasta 1899 durante los mandatos de los presidentes Manuel Candamo Iriarte, Nicolás de Piérola y Eduardo López de Romaña durante el inicio de la República Aristocrática.
En 1906 ocupó el cargo de Vicerrector de la Universidad Nacional San Antonio Abad durante el rectorado de Eliseo Araujo. En esos mismos años, formó parte de la Escuela Cusqueña, grupo de intelectuales formado a inicios del siglo XX.